# Бакунізм
Бакунізм — один із напрямів анархізму, заснований російським анархістом Михайлом Бакуніним. Бакунін і його прихильники вважали, що на зміну державній централізації мають прийти федералізм та самоврядування, а замість капіталістичного гноблення — соціалізм і колективна власність. Особливо критикувалася держава. Бакунін вважав, що «там, де починається держава, закінчується індивідуальна свобода і навпаки». За характером ставлення до держави він розрізняв германські народи більш схильні до державності, централізму, бюрократизму, з одного боку, та романські й слов’янські народи більш схильні до свободи й самоврядування — з іншого. Прихильники Бакуніна закликали до соціальної революції, яка знищить державні інституції. Хоча революцію мають готувати таємні товариства революціонерів, за своєю формою вона мала бути «стихійним бунтом» «чорноробочого люду» (пролетаріату) в Європі та селян у Росії. Бакунізм був розповсюдженим у Франції, особливо за часів Паризької комуни, Італії, Іспанії, Росії та інших країнах. За оцінкою Георгія Плеханова, бакунізм був російським різновидом бланкізму, тільки відрізнявся ідеалізацією російського селянства. Прихильники бакуніна створили окреме крило в Першому Інтернаціоналі та опонували там прихильникам Маркса.